# كورنيليا ليشفيتش
كورنيليا ليشفيتش (مواليد 14 أغسطس 2003) هي لاعبة ألعاب قوى بولندية متخصصة في سباق 400 متر.